# Пустошь (топоним)

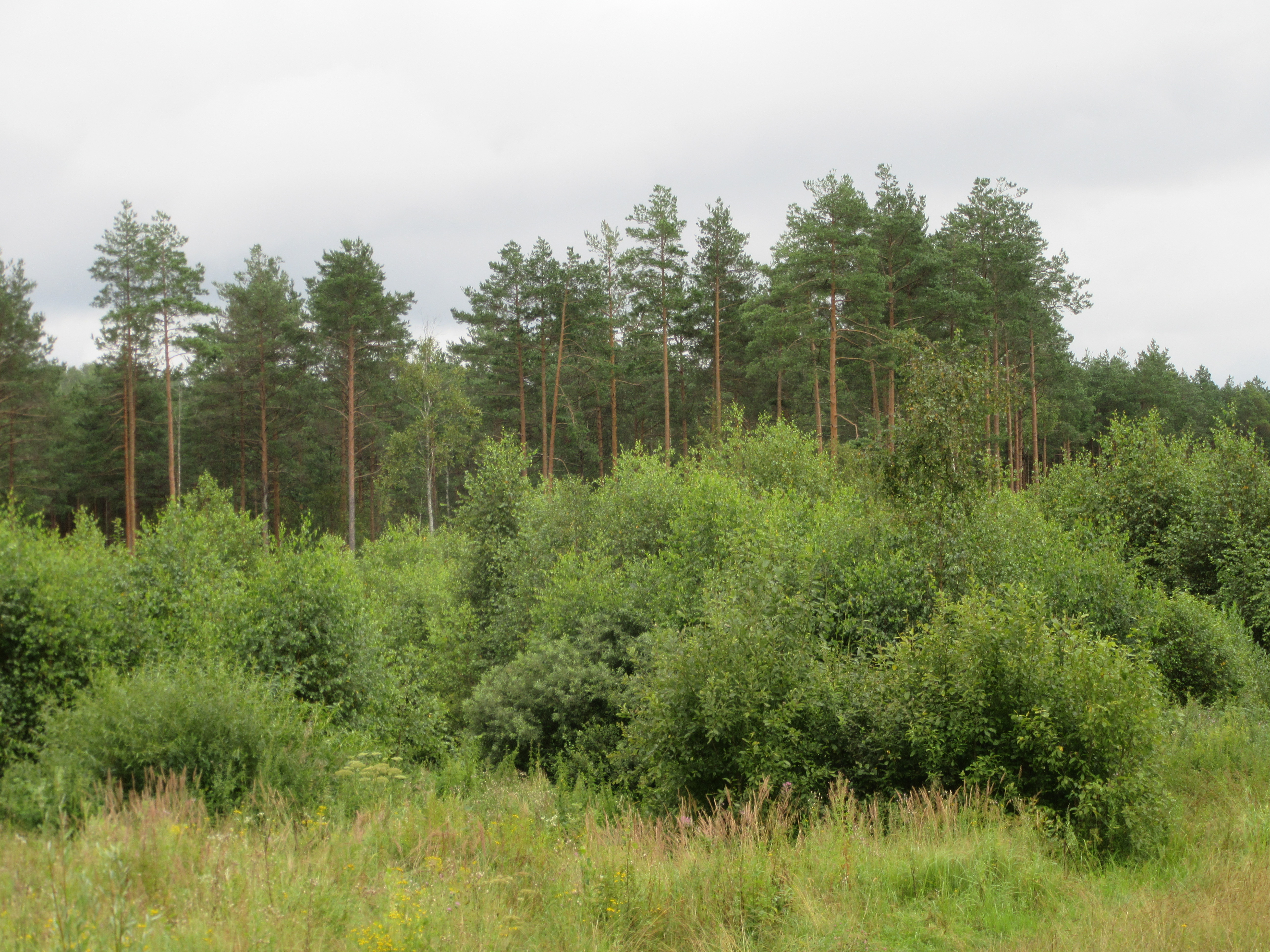
Мелентьевская пустошь (Износковский район Калужская область)

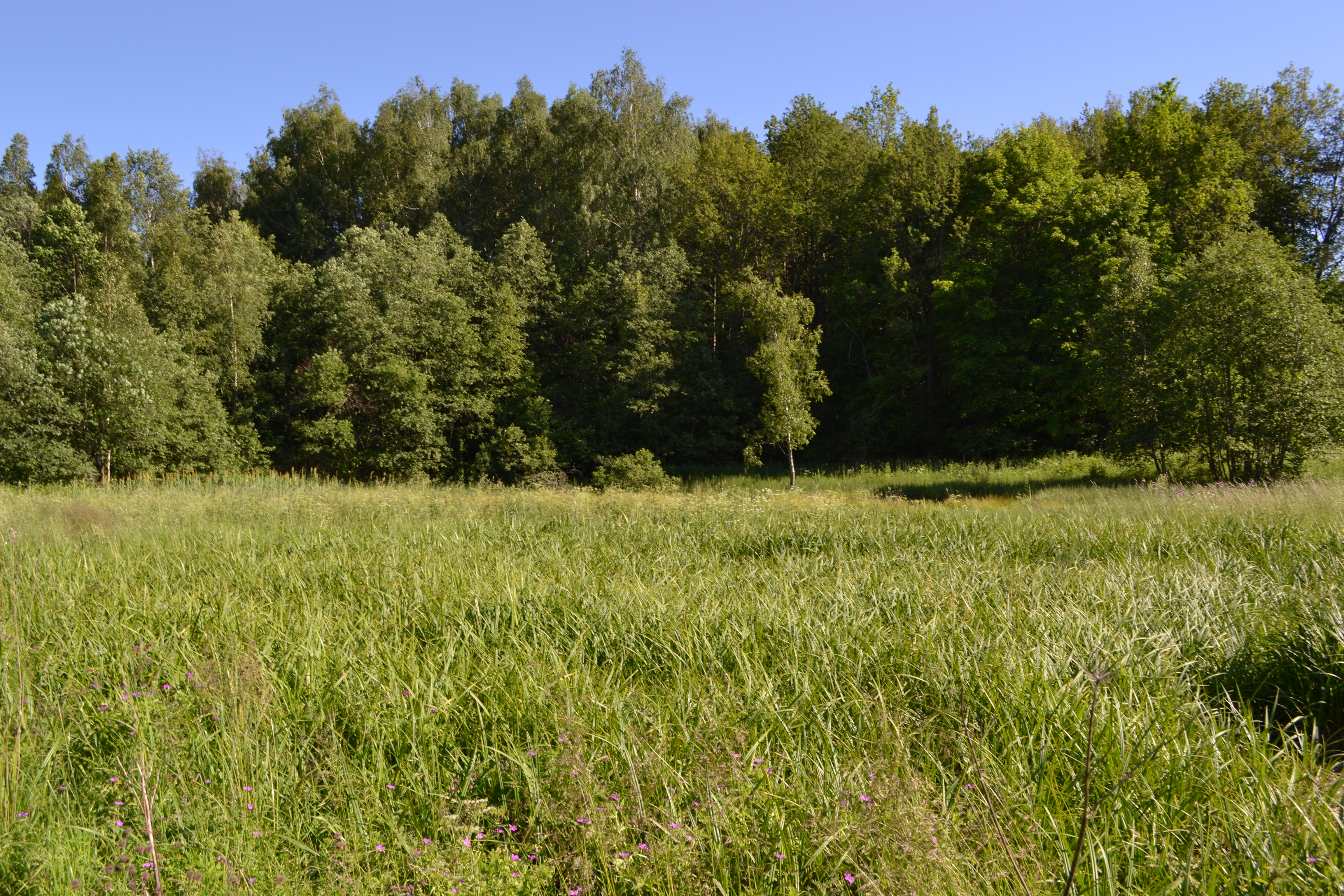
Белухинская пустошь (Сергиево-Посадский район Подмосковья)

Пу́стошь (ст.‑слав. поустошь, от праслав. *pustъ) — заброшенная территория, на которой когда-то существовало поселение, покинутое людьми из-за войны, голода, смерти последних владельцев или исчезновения источников воды.
Близко к данному названию по смыслу и русское название «урочище». Пустошью также назывался удалённый от главного селения участок, не входящий в земельный надел. Сходное по звучанию и значению слово «пу́стынь» означает удалённую монашескую обитель, что ещё раз подчёркивает удалённость пустошей от обжитых мест. Кроме того, пустошью называли заброшенное лядо — участок, возделанный при помощи выжигания и вырубания леса.

## Развитие понятия
«Пустошь» как вид земельного владения начинает упоминаться в документах с конца XIV века. В то время пустошами называли запустевшие, заброшенные земли, на которых когда-то были земледельческие поселения, но откуда крестьяне ушли из-за разорения, вызванного феодальными войнами, набегами татар, неурожаями, голодом, болезнями. В документах часто упоминается о распашке крестьянами пустошей. Г. Е. Кочин полагал, что пустошами становились места опустевших деревень, а селищами — сёл.

## История

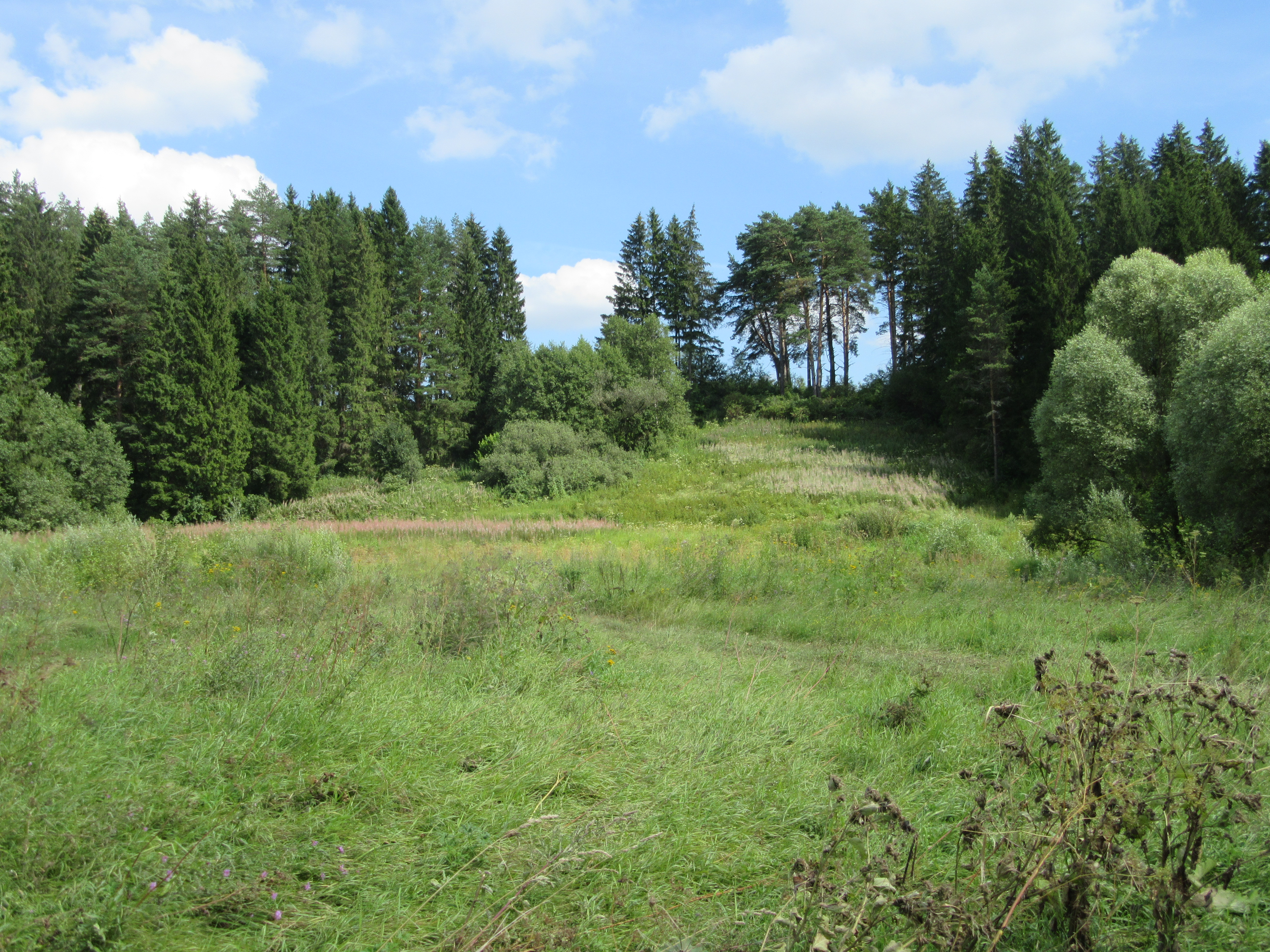
Пустошь с характерной растительностью (Калужская область)

Большинство известных пустошей на территории России образовалось в Смутное время (т. н. «литовское разорение») и, ранее, во времена феодальной раздробленности и татаро-монгольского ига, позже во время Северной, Отечественной войны 1812 года и других военных конфликтов. В XX веке урочища-пустоши появились на месте населённых пунктов, сожжённых и разорённых во время Великой Отечественной войны.

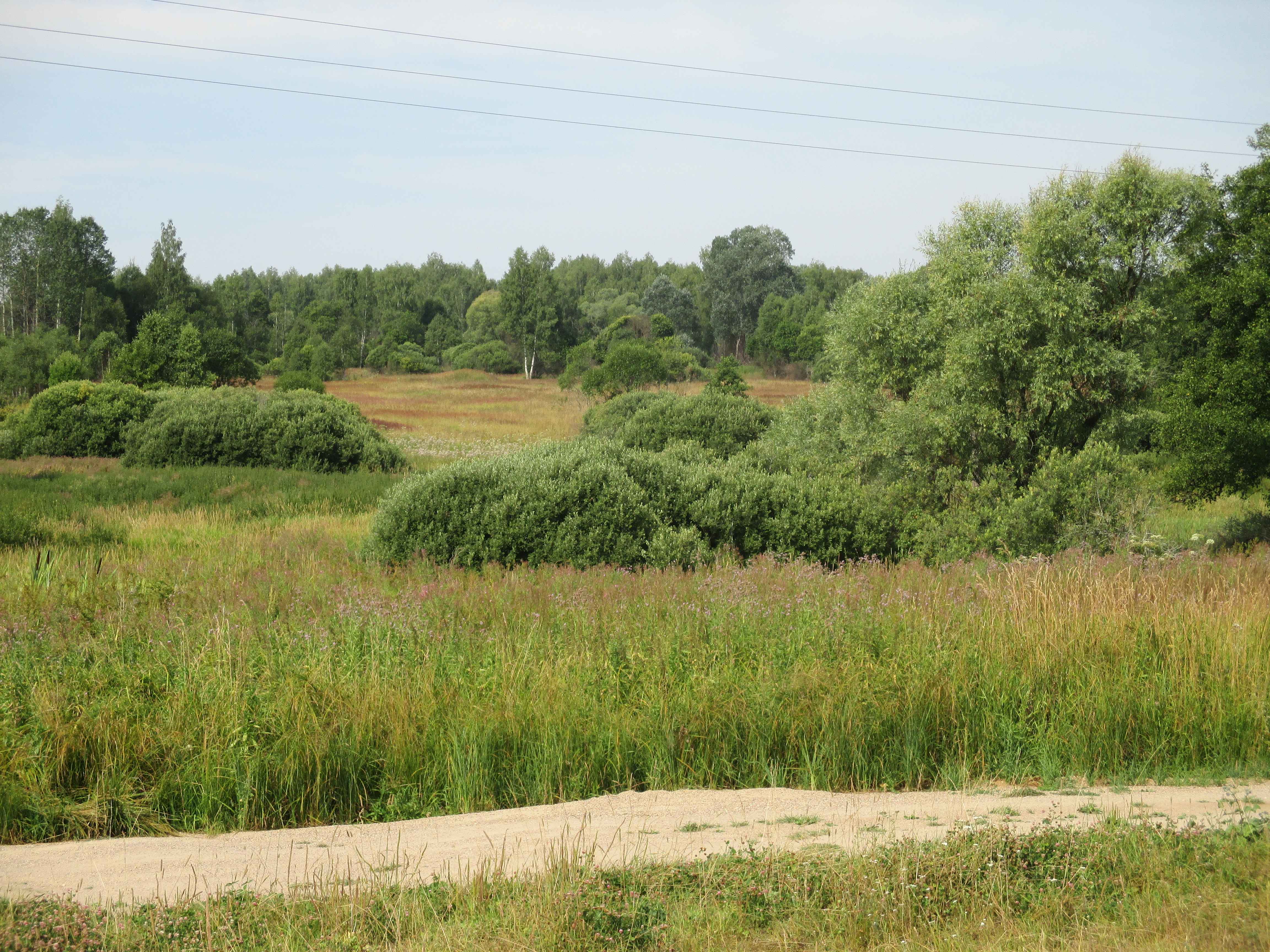
Клины (Калужская область), уничтоженная в 1942 г. деревня, ныне урочище

От поселений на пустошах оставались кладбища и сенные покосы, заросшие дороги, пруды, яблоневые и грушевые сады, заросли сирени и липовые аллеи. Остатки домов назывались «дворищами», селений — «селищами», печей и очагов — «печищами». Необрабатываемые участки главный собственник территории (например, феодал: князь, воевода или царь) мог забрать или передать безвозмездно новому владельцу. Пустоши без владельца обрабатывались коллективно — например, заросшая пашня использовалась для сенокоса.
Долгое время пустоши сохраняли названия прежних селений, располагавшихся на том месте ранее, которые часто возрождались на удобном месте под старым или новым названием. Земельные участки, долго пустовавшие, вновь заселялись, расчищались, раздавались или сдавались в аренду. Необрабатываемые в течение многих лет земли становились непригодными для земледелия, зарастали лесом и требовали расчистки. Землевладельцы освобождали от податей тех крестьян, что обязывались восстановить пахотную землю на пустошах.
Часто удалённые пустоши пахали наездом, нерегулярно, без постоянного проживания на пустоши и уплаты подати. Пустоши приобретались для присоединения («припуска») к главному участку, чтобы распахивать их в те годы, когда основная земля оставалась под паром.